# آتاناسیه پروتوپوپسکو
آتاناسیه پروتوپوپسکو (رومانیایی: Atanasie Protopopesco; ۸ آوریل ۱۹۰۰ – ۲۲ فوریهٔ ۱۹۹۱) بازیکن فوتبال اهل رومانی بود.
وی همچنین در تیم ملی فوتبال رومانی بازی کرده‌است.